# Aralia echinocaulis
Aralia echinocaulis är en araliaväxtart som beskrevs av Hand.-mazz. Aralia echinocaulis ingår i släktet Aralia och familjen Araliaceae. Inga underarter finns listade.